# Диво (фільм, 2022)
«Диво» (англ. The Wonder) — психологічний історичний фільм 2022 року режисера Себастьяна Леліо, знятий за сценарієм Емми Донохью, Леліо та Еліс Берч і заснований на однойменному романі Донохью 2016 року. У фільмі розповідається про англійську медсестру, відправлену до ірландського села для спостереження за молодою дівчиною, яка, як стверджується, здатна вижити без їжі. Головну роль зіграла Флоренс П'ю, у другорядних ролях знялися Том Берк, Нів Алгар, Елейн Кессіді, Дермот Кроулі, Браян Ф. О'Бірн, Девід Вілмот, Рут Бредлі, Каолан Бірн, Джозі Вокер, Кіаран Хайндс, Тобі Джонс і Кіла Лорд Кессіді
Світова прем'єра «Дива» відбулася 2 вересня 2022 року на кінофестивалі в Теллуріді. 2 листопада 2022 року фільм вийшов в обмежений прокат у США, а 16 листопада 2022 року став доступним на платформі Netflix. Фільм отримав позитивні відгуки критиків, які високо оцінили роботу художника-постановника та гру акторів, особливо П'ю.

## Сюжет
У 1862 році Елізабет «Ліб» Райт, англійську медсестру, яка служила на Кримській війні, відправляють до села в Ірландії, де їй доручають уважно стежити за Анною О'Доннелл, дівчиною, що голодує, яка, за словами її сім'ї, не їла чотири місяці. Елізабет допомагає черниця, сестра Майкл, і обидві вони повинні незалежно одне від одного доповісти про свої висновки Раді, що складається з поважних представників місцевої громади. Спогади про Великий голод ще свіжі на селі, і тому ірландці насторожено ставляться до англійської медсестри. Ліб знайомиться з глибоко релігійною сім'єю Анни: її матір'ю Розалін, батьком Малахієм та старшою сестрою Кітті. За вечерею Ліб дізнається, що старший брат Анни помер від невідомої хвороби. Сама Анна виглядає здоровою і стверджує, що харчується «манною небесною».
У корчмі Ліб знайомиться з Вільямом Бірном, людиною, яка виросла у тутешніх місцях, чия родина загинула за часів Великого голоду, доки він сам навчався у школі-інтернаті. Тепер Вільям працює журналістом у газеті The Daily Telegraph і пише статті про історію диво-дівчинки, вважаючи, що вона насправді лише удає з себе таку. Спостереження Ліб не дозволяють виявити ознак обману. Анна постійно молиться і переконана, що душі проклятих вічно горітимуть у пеклі. Ліб, яка все ще журиться про смерть своєї єдиної дочки, щовечора приймає лауданум, щоб заснути.
Помітивши, що мати вранці і на ніч цілує Ганну в губи, при цьому закриваючи їй обличчя долонями, Ліб здогадується, що Ганні приховано передають пережовану їжу, і забороняє членам сім'ї торкатися до неї. Ліб та Вільям стають коханцями; Ліб розповідає Вільяму про свою дочку, що померла в дитинстві, і чоловіка, що втік.
Тим часом стан Анни різко погіршується; одного разу під час прогулянки вона непритомніє. Вільям відправляє до газети статтю, в якій покладає провину за очікувану смерть Анни на її сім'ю та суспільство. Зрештою, дівчинка зізнається Ліб, що отримувала «манну» від матері, і розкриває причини свого утримання від їжі: вона хоче врятувати душу брата, який неодноразово ґвалтував її в дитинстві, і вважає його хворобу і смерть покаранням Божим.
Ліб повідомляє членам Ради свої висновки, але вони відмовляються їй вірити. Сестра Майкл заявляє, що не знайшла жодних доказів того, що Розалін таємно годувала дочку. Члени Ради допитують Анну, але вона повторює, що харчується виключно «манною небесною». Знаючи, що Анна неодмінно помре, якщо не почне їсти найближчим часом, Ліб благає її матір відновити поцілунки.
Розалін відмовляється, кажучи, що після жертовної смерті Анни обидві її дитини потраплять до раю. Ліб благає Вільяма допомогти врятувати Анну. Поки сім'я О'Доннеллів знаходиться на месі, Ліб приносить Анну, що вмирає, до розташованого неподалік святого джерела і каже, що після смерті вона відродиться як нова дівчинка, на ім'я Нен. Анна заплющує очі і, здається, вмирає. Коли вона приходить до тями, Ліб нарешті може нагодувати її. Ліб повертається в будинок О'Доннеллів і підпалює його, серед іншого знищивши пляшечку з лауданумом.
Ліб повідомляє Раді, що смерть Анни спричинена голодуванням, а пожежа є нещасним випадком. Члени Ради, стурбовані своєю можливою причетністю до смерті Анни та відсутністю тіла дівчинки, звільняють Ліб із роботи без виплати зарплати. Сестра Майкл розповідає Ліб, що в день пожежі їй даровано видіння: ангел верхи на коні їде з Анною.
У Дубліні Ліб возз'єднується з Вільямом та Нен, стан здоров'я якої значно покращився. Всі троє видають себе за сім'ю Чешир і вирушають на кораблі до Сіднею.

## У ролях
- Флоренс П'ю — Ліб Райт
- Кіла Лорд Кессіді — Анна О'Доннелл
- Том Берк — Вільям Бірн
- Нів Алгар — Кітті О'Доннелл / оповідачка
- Елейн Кессіді — Розалін О'Доннелл
- Каолан Бірн — Малахія О'Доннелл
- Тобі Джонс — доктор Макбрерті
- Кіаран Хайндс — отець Таддеус
- Дермот Краулі — сір Отуей
- Брайан Ф. О'Бірн — Джон Флінн
- Девід Вілмот — Шон Райан
- Рут Бредлі — Меггі Райан
- Джозі Вокер — сестра Майкл

## Виробництво та прем'єра
Про початок роботи на проектом стало відомо 28 квітня 2021 року, коли Флоренс П'ю одержала головну роль в екранізації «Диво» Себастьяна Леліо.[3].
12 серпня 2021 року основні зйомки почалися в Ірландії, до акторського складу приєдналися Том Берк, Нив Алгар, Елейн Кессіді, Кіла Лорд Кессіді, Тобі Джонс, Кіаран Хіндс, Дермот Кроулі, Бріан Ф. Бірн та Девід Вілмот. Роль 11-річної Анни О'Доннелл виконала дочка Кессіді — Кіла.
Прем'єра фільму відбулася на Міжнародному кінофестивалі в Торонто в 2022. Європейська прем'єра відбулася на 70-му Міжнародному кінофестивалі у Сан-Себастьяні у вересні 2022 року. 16 листопада 2022 року фільм став доступним на сервісі Netflix.

## Критика
У своїй рецензії на фільм Девід Ерліх з IndieWire назвав його «розкішною, але трохи недосмаженою казкою», похваливши режисуру Леліо, гру акторів, операторську роботу та музику. Пітер Брюге у своїй рецензії для Variety високо оцінив гру акторів, але розкритикував сценарій, назвавши його «рівною, але зрештою безглуздою адаптацією». Стівен Фарбер із The Hollywood Reporter знайшов фільм «яскравим дослідженням темних забобонів» і високо оцінив гру П'ю та режисуру Леліо, яка, за його словами, є, можливо, його «найкращим досягненням на сьогоднішній день».